# Gometra
Gometra es una isla localizada en el grupo de las Hébridas Interiores, en Escocia. La isla se encuentra ubicada más concretamente al suroeste de la Isla de Mull, inmediatamente al noroeste de Ulva, con la que está conectada mediante un puente, así como por playa en bajamar. La isla ocupa una superficie de aproximadamente 5 km².
La población en la isla llegó a alcanzar los 100 habitantes. Restos históricos en la isla incluyen un viejo cementerio. La isla carece de escuela, médicos y servicio postal. Su etimología se ha propuesto del nórdico antiguo Godrmadray (que significa "isla del sacerdote guerrero", y del gaélico escocés Gu mòr traigh (que significa: "sólo a marea baja"). El nombre gaélico de Gometra es Gòmastra, mostrando su origen nórdico.
- Datos: Q2746323
- Multimedia: Gometra / Q2746323